# Клис (игра)
Клис је игра настала на подручју Балканског полуострва.
Била је популарна до средине 20. века на подручју данашње Србије, БиХ, Црне Горе, Северне Македоније и Хрватске.
За игру је потребан један дугуљасти комад дрвета величине до 20 центиметара и дебљине до 3 центиметра који се и назива клис. Ископа се једна рупа и клис се стави на један крај рупе тако да делимично виси. Удара се палицом различите дужине, не краће од 50 центиметара, тако да одскочи у ваздух, а онда се у ваздуху удари још једном у правцу другог играча. Други играч треба да прихвати клис својом палицом и врати изазивачу.